# Antibalas
Antibalas Afrobeat Orchestra (du français « pare-balle ») est un groupe d'afrobeat originaire de Brooklyn inspiré par Fela Kuti et le Harlem River Drive Orchestra d'Eddie Palmieri.

## Histoire
Fondé en 1998 par Martín Perna sous le nom de « Conjunto Antibalas », le groupe joue sur scène pour la première fois le 26 mai 1998 au St. Nicks Pub à Harlem, pour une soirée organisée par l'artiste Xaviera Simmons. Au cours des mois suivants, le groupe développe son répertoire original autour d'un noyau de onze membres. Le guitariste, producteur et ingénieur du son Gabriel Roth écrit nombre des premiers morceaux et supervise l'enregistrement des trois premiers albums.
Durant l'été 2000, Antibalas enregistre son premier album, Liberation Afrobeat Vol.1 et fait deux tournées en Angleterre tout en jouant occasionnellement à New York. 
En 2002, la troupe enregistre son deuxième album, Talkatif, et continue ses tournées à travers les États-Unis. Leur troisième album, Who is This America?, sort à l'été 2004. Leur quatrième album, Security, est produit par John McEntire chez ANTI- en 2007.
Antibalas a joué dans 23 pays, du Japon au Portugal en passant pas la Turquie et d'un bout à l'autre de New York, de Summerstage au centre de détention de Rikers Island.
Le groupe a partagé la scène avec de nombreux musiciens dont d'anciens collaborateurs de Fela Kuti. On peut citer Tony Allen (à la batterie), Femi Kuti (au saxophone alto), Seun Kuti (saxophone ténor), Tunde Williams (trompette), Oghene Kologbo (guitare), Nicolas Addey (congas), Dele Sosimi (claviers), Ola Jagun (percussions et batterie), ou encore Jojo Kuo (batterie).
Durant l'été 2008, Antibalas participe à la comédie musicale Fela!, sur la vie de Fela Kuti. Le groupe arrange la musique de Kuti et la joue sur scène pour le spectacle. Le spectacle est redonné à Broadway à l'automne 2009 au Eugene O'Neill Theatre.

## Membres
- Martin Perna – saxophone baryton
- Amayo – chant, congas
- Victor Axelrod – claviers
- Eric Biondo – trompette
- Stuart Bogie – saxophone ténor
- Marcus Farrar – shekere, chant
- Marcos J. Garcia – guitare, voix
- Aaron Johnson – trombone
- Nick Movshon – guitare basse
- Luke O'Malley – guitare
- Jordan McLean – trompette, bugle
- Chris Vatalaro – batterie

## Discographie

### Albums
- 2000 : Liberation Afrobeat Vol. 1 (Afrosound. Réédité chez Ninja Tune en 2001)
- 2002 : Talkatif (Ninja Tune)
- 2004 : Who is This America? (Ropeadope)
- 2007 : Security (ANTI-)
- 2012 : Antibalas (Daptone)
- 2017 : Where the Gods are in Peace (Daptone)
- 2020 : Fu Chronicles (Daptone)

### EP et singles
- Uprising (1999, Afrosound) 7"
- N.E.S.T.A. (2000, Afrosound) 12"
- Tour EP (2002, Afrosound) EP
- Che Che Colé (2003, Daptone) 12"
- Government Magic (2005, Afrosound) EP
- K-Leg/R.O.C. (2006, Purpose) 12"
- Family Affair/Mr President (2006, Mind Records and Service) Split 7" par Antibalas/Psycho